# Episodi di Luther
La serie televisiva britannica Luther è composta da cinque stagioni trasmesse dal canale televisivo BBC One, rispettivamente dal 4 maggio all'8 giugno 2010 (sei episodi), dal 14 giugno al 5 luglio 2011 (quattro episodi) e dal 2 luglio al 23 luglio 2013 (quattro episodi).
In Italia sono andate in onda su Fox Crime, nel gennaio-febbraio 2011 la prima, da dicembre 2011 a gennaio 2012 la seconda e nel gennaio 2014 la terza. Per quanto riguarda la trasmissione in chiaro le prime due stagioni sono andate in onda su Cielo nell'estate 2012, mentre la terza è stata trasmessa da Rai 2 dal 16 agosto al 6 settembre 2014. La quarta stagione è stata pubblicata sulla piattaforma Netflix il 31 marzo 2016. La quinta stagione è stata distribuita il 15 marzo 2019, sempre su Netflix.
| Stagione | Titolo originale | Titolo italiano      | Prima TV UK      | Prima TV Italia  |
| -------- | ---------------- | -------------------- | ---------------- | ---------------- |
| 1        | Episode 1        | Episodio 1           | 4 maggio 2010    | 6 gennaio 2011   |
| 1        | Episode 2        | Episodio 2           | 11 maggio 2010   | 13 gennaio 2011  |
| 1        | Episode 3        | Episodio 3           | 18 maggio 2010   | 20 gennaio 2011  |
| 1        | Episode 4        | Episodio 4           | 25 maggio 2010   | 27 gennaio 2011  |
| 1        | Episode 5        | Episodio 5           | 1º giugno 2010   | 3 febbraio 2011  |
| 1        | Episode 6        | Episodio 6           | 8 giugno 2010    | 10 febbraio 2011 |
| 2        | Episode 1        | Il ritorno           | 14 giugno 2011   | 14 dicembre 2011 |
| 2        | Episode 2        | In trappola          | 21 giugno 2011   | 21 dicembre 2011 |
| 2        | Episode 3        | Follia omicida       | 28 giugno 2011   | 28 dicembre 2011 |
| 2        | Episode 4        | Partita con la morte | 5 luglio 2011    | 4 gennaio 2012   |
| 3        | Episode 1        | Episodio 1           | 2 luglio 2013    | 28 gennaio 2014  |
| 3        | Episode 2        | Episodio 2           | 9 luglio 2013    | 28 gennaio 2014  |
| 3        | Episode 3        | Episodio 3           | 16 luglio 2013   | 29 gennaio 2014  |
| 3        | Episode 4        | Episodio 4           | 23 luglio 2013   | 29 gennaio 2014  |
| 4        | Episode 1        | Episodio 1           | 15 dicembre 2015 | 31 marzo 2016    |
| 4        | Episode 2        | Episodio 2           | 22 dicembre 2015 | 31 marzo 2016    |
| 5        | Episode 1        | Episodio 1           | 1 gennaio 2019   | 15 marzo 2019    |
| 5        | Episode 2        | Episodio 2           | 2 gennaio 2019   | 15 marzo 2019    |
| 5        | Episode 3        | Episodio 3           | 3 gennaio 2019   | 15 marzo 2019    |
| 5        | Episode 4        | Episodio 4           | 4 gennaio 2019   | 15 marzo 2019    |

## Episodio 1
- Titolo originale: Episode 1
- Diretto da: Brian Kirk
- Scritto da: Neil Cross

### Trama
John Luther è un ispettore di polizia che, a seguito di un'accusa di tentato omicidio nei confronti di un suo sospettato, dopo sette mesi viene reintegrato al lavoro e, visto che sua moglie Zoe l'ha lasciato, decide di buttarsi a capofitto nel lavoro. Inizia così la sua indagine riguardo all'omicidio della famiglia Morgan e del loro cane dove unica presente sulla scena, nonché sospettata, è la figlia Alice. John interroga personalmente Alice e, da una prima analisi, i suoi sospetti ricadono direttamente su di lei. Comincia a studiarla in modo quasi ossessivo, capendo però che la genialità di Alice non ha limiti e che non sarà così facile riuscire ad incastrarla. Le indagini sembrano essere in vicolo cieco ma, quando Alice intimorisce Zoe, Luther cambia tattica e, avendo individuato l'arma del delitto nel corpo del cane, ormai cremato, decide di introdursi in casa della donna per rubarle l'urna. Volontariamente, Luther si fa vedere da Alice che lo segue minacciandolo ma, alle parole dell'ispettore che si dice pronto a "darle la notorietà" richiesta per l'omicidio, la donna lo lascia stare, così come lascerà in pace anche Zoe. La giornata è finita e Luther va da Zoe dove, dopo iniziali problemi con Mark (il nuovo compagno della donna) riesce a parlarle e a farle capire che lui ancora la ama. Successivamente, Luther chiama Alice la quale, dopo una conversazione quasi istigatoria, va all'ospedale dove è ricoverato l'uomo mandato in coma da Luther.

## Episodio 2
- Titolo originale: Episode 2
- Diretto da: Brian Kirk
- Scritto da: Neil Cross

### Trama
In seguito alla lite con Mark, Luther viene nuovamente accusato ma, proprio grazie al "nemico" in amore, viene rilasciato e può tornare al suo lavoro. Sembra infatti, che in città ci sia un "giustiziere" di poliziotti che li uccide a sangue freddo. Con il suo braccio destro Justin, Luther comincia le ricerche che lo conducono ad un ex militare, Owen Linch, che, a quanto pare, sta eseguendo degli ordini ricevuti dal padre, Therry Linch, anch'egli un ex militare finito in prigione in seguito all'omicidio di un poliziotto. Le ricerche dell'uomo ora sono mirate ma egli, questa volta alla luce del sole, spara ad un'altra agente, ferendola soltanto, ma riuscendo ad attirare in una trappola numerosi colleghi con conseguenti morti. Intanto Luther, oltre a dover portare avanti le sue ricerche, si trova a dover affrontare anche Alice che, continuando a fare visita ad Henry Madsen, prosegue con le indagini sulla verità riguardo a Luther e con le minacce contro Zoe, tanto da portare il detective a chiedere alla sua ormai ex moglie di lasciare la città. Le ricerche di Owen conducono Luther, Justin ed Ian da Therry dove, nella cella, trovano un cellulare con un unico numero, quello di Owen. Il caso sembra risolto e tutti si preparano alla cattura di Owen ma, giunti sul posto, si rendono conto che è un'altra trappola nella quale altri poliziotti perderanno la vita. Ora il caso viene tolto alla giurisdizione di Teller ma Luther, come al suo solito, decide di continuare. Zoe, mentre è in casa con Mark, riceve la visita di Alice che, in una conversazione molto ambigua, le conferma le paure di Luther. L'uomo è intanto tornato da Therry e, dopo una lunga conversazione con l'ex militare, decide di farsi intervistare per diventare lui stesso il bersaglio di Owen. Subito dopo, avverte i colleghi della sua posizione e comunica loro di essere vicino al rifugio di Owen e che sta andando a prenderlo. Giunto sul posto, Owen lo sta aspettando e dopo una dura lotta ricca di colpi di scena, Luther riesce ad arrestarlo. Dall'arresto e dal conseguente interrogatorio però, non si riesce ad evincere niente in quanto il ragazzo sembra essere in una sorta di trance. Il caso è stato risolto e Luther si ritrova nuovamente con Alice. I due hanno una lunga conversazione durante la quale Alice gli confessa di ammirare Zoe e che la lascerà in pace e, visto che sono amici, vuole solo aiutarlo. Luther però, non considerandosi suo amico, ascolta comunque le sue parole e, finito tutto, la invita a prendere un caffè.

## Episodio 3
- Titolo originale: Episode 3
- Diretto da: Sam Miller
- Scritto da: Neil Cross

### Trama
Luther si trova di fronte ad un vecchio "amico": una donna è stata rapita in pieno giorno e dietro di sé non ha lasciato tracce se non l'ingresso di casa ricoperto di frasi bibliche scritte con il sangue. La scena macabra è familiare al distretto, che riconosce affinità con un caso passato. Luther si trova però con le mani legate in quanto Rose, il suo capo, gli impedisce di fermare il sospettato, per non creare una inutile ondata mediatica. Intanto, Luther deve anche affrontare una denuncia fatta da Mark dopo un'aggressione subita da un gruppo di ragazze. Luther, saputo ciò, contatta subito Alice che confessa di aver organizzato tutto lei. Nel frattempo Luther ignora gli ordini di Rose e va dall'indiziato il quale, poco dopo, organizza una conferenza stampa accusando la stampa e dichiarandosi, ovviamente, innocente. Nonostante le continue pressioni fatte dall'avvocato di Mark, Luther insieme a Justin, si reca sulla scena del crimine dove però, trovano la donna già morta. Justin vorrebbe fare rapporto ma, convinto da John, non chiama nessuno. Intanto, Mark, dopo le continue liti con Zoe, riceve la visita di Alice che lo obbliga a ritirare la denuncia. Luther, insieme ai colleghi, riesce ad incastrare il colpevole. Tornato a casa, Luther riceve la visita di Zoe che, felice per aver avuto ragione riguardo alla sua innocenza, comincia a baciarlo sotto gli occhi di Alice che, dalla sua finestra, osserva tutto fiera del suo operato.

## Episodio 4
- Titolo originale: Episode 4
- Diretto da: Sam Miller
- Scritto da: Neil Cross

### Trama
Mentre in ospedale Henry Madsen si è svegliato ed è in grado di parlare, John con la sua squadra, indaga sulla morte di diverse ragazze. La rosa dei papabili serial killer viene ristretta alla categoria dei tassisti. Luther vorrebbe indagare sul campo lui stesso ma, a causa dell'unica parola ripetuta da Madsen, cioè "Luther", l'ispettore è bloccato in ufficio. La situazione peggiora ulteriormente con la morte dell'uomo, avvenuta per mano di Alice la quale, per fare un favore all'amico, è riuscita a fare tutto di nascosto. Luther, grazie alla collaborazione di Justin, riesce a stringere la cerchia attorno ad un uomo. Gli agenti vanno allora dalla moglie dell'uomo che, portata da Luther, non appena vede le foto delle vittime, riconosce su di una di loro la collana che il marito le ha regalato per il compleanno. Completamente sotto shock, confessa in lacrime che il marito ha scoperto del suo amante. Luther mette in moto i suoi agenti ma a casa dell'amante è già arrivato il marito della donna che lo uccide. Intanto, arriva anche una prostituta chiamata dallo stesso uomo, non contento di aver compiuto un unico omicidio, che vorrebbe assassinare anche lei se non fosse che, proprio mentre è vicino ad ucciderla, arriva la moglie che lo ferma e riesce a farlo prendere dalla polizia. La donna sale al piano di sopra dove trova il suo amante morto e, in preda alla rabbia, con un martello rinvenuto sul posto si scaglia contro il marito, uccidendolo. Il caso è chiuso e John torna a casa per vedere Zoe che però, dopo quanto accaduto tra loro e dopo aver raccontato tutto a Mark, non vuole parlargli.

## Episodio 5
- Titolo originale: Episode 5
- Diretto da: Brian Kirk
- Scritto da: Neil Cross

### Trama
Una coppia di trafficanti d'arte sta per lasciare il paese quando viene brutalmente bloccata da tre uomini che vogliono alcuni diamanti in possesso della coppia. Come "cauzione", gli uomini trattengono la donna con loro e le tagliano la lingua. Il marito, disperato, va al commissariato in cerca di Ian Reed che però non c'è e così Luther si occupa del caso. Le ricerche condotte, avvicinano sempre di più Luther alla meta, ma qualcosa va storto e il rapitore uccide complici e ostaggio. Ora l'unica carta in mano a Luther è una complice dell'uomo che convince a collaborare. Intanto Ian, implicato nella rapina, si reca da un suo complice e lo uccide per poi nasconderne il corpo. Nel frattempo Luther è arrivato dal rapitore prima di Ian. Non appena giunge nella stanza dell'uomo Ian, sentendosi scoperto, uccide il rapitore per poi fuggire. Mentre Luther è alla sua ricerca, riceve una chiamata da Zoe: la donna, terrorizzata, gli dice che Ian è lì. La situazione degenera, Ian spara un colpo uccidendola. Luther corre da lei trovandola però morta. Guardandosi intorno, capisce che Ian ha fatto in modo che la colpa ricada su lui così, disperato, scappa lasciando il corpo di Zoe sul pavimento.

## Episodio 6
- Titolo originale: Episode 6
- Diretto da: Stefan Schwartz
- Scritto da: Neil Cross

### Trama
Dopo aver capito il piano di Ian, Luther scappa mentre nel distretto tutti si muovono per cercarlo e arrestarlo. Justin è il solo a non ritenerlo colpevole. In fuga, Luther chiama Ian per minacciarlo, per poi trovare rifugio da Alice. Le indagini continuano e, mentre si trova a casa di Zoe, Justin riceve la chiamata di Luther, durante la quale lo mette al corrente del ritrovamento dell'arma del delitto. Luther ed Alice recuperano l'arma, per poi farla sparire. Nel distretto Ian, oramai sentendosi in pericolo, chiama Luther, organizzando un appuntamento al quale andrà con la squadra speciale, pronta a sparargli. Prima di presentarsi all'incontro Luther, grazie ad Alice, riesce a portare Mark da lui e a spiegargli come sono andate in realtà le cose. L'uomo, credendo a John, decide di aiutarlo. All'appuntamento, Luther informa Ian che sta per incastrarlo, proprio quando però dal tetto la squadra speciale sta per sparargli. Con un repentino intervento Justin devia il colpo e, avvertendo Luther, gli permette di scappare, perdendo però il suo lavoro. Intanto al distretto, Mark riesce a recuperare i diamanti nascosti da Ian, prova inconfutabile contro l'uomo ma, quando Ian torna in sede, grazie ad una fotocamera messa nel suo armadietto, riesce a scoprire ciò che Mark ha fatto e così lo segue. Nel frattempo, il sovrintendente Martin capisce che qualcosa non va e, dopo aver parlato con Justin, dà l'ordine di cercare e trovare il prima possibile Ian Reed. Ian intanto, è caduto nella trappola di John che, grazie a Mark, l'ha portato a sé: i due hanno un confronto durante il quale John riesce a farlo confessare ma non lo uccide. In quel momento però, Ian accoltella John e lo sta per finire quando Alice interviene. John, ferito e sul pavimento, continua ad urlarle di non uccidere il collega. Alice fa scegliere a Mark se salvargli o meno la vita e l'uomo, provocato dalle parole di Ian, le ordina di sparare. Alice esegue, uccidendolo. Proprio in quel momento, si sentono le sirene della polizia.

## Il ritorno
- Titolo originale: Episode 1
- Diretto da: Sam Miller
- Scritto da: Neil Cross

### Trama
Alice viene arrestata e portata in un manicomio criminale, dove viene interrogata in merito a quanto è successo, e si assume tutte le responsabilità, scagionando completamente John da ogni coinvolgimento. John Luther tenta inutilmente il suicidio, per poi decidere di tornare in servizio, agli ordini di Martin, ora a capo della Squadra Speciale Crimini Seriali. In città c'è un maniaco che va in giro ad ammazzare le persone con una maschera sul viso. Caroline si rivolge a Luther per ritrovare la figlia Jenny che è entrata in un giro di pornografia ad alto rischio. Dopo una certa riluttanza, decide di aiutarla parlando con la ragazza, che però non vuol tornare a casa dalla madre. Luther la porta via e la lascia in custodia a Mark. Luther va a trovare Alice e, prima d'andarsene, lancia al di la del muro una mela con al suo interno una chiave elettronica per consentirle di scappare. Tramite la deposizione di una ragazza aggredita in pieno giorno si ha una descrizione del possibile killer, un giovane artista disadattato di nome Pell. Giunti nel suo appartamento vuoto, Luther riceve una telefonata dall'uomo, che si dice pronto a spargere il terrore nell'oscurità, citando il personaggio del fumetto, “il saltatore”. Pell manda in diretta un filmato in cui uccide una persona, Luther e la squadra non riescono ad arrivare in tempo. Una ragazza che conosceva molto bene il giovane viene condotta alla centrale e, dopo essere stata interrogata, viene riaccompagnata a casa da Justin ed Erin Gray. Sotto casa della ragazza, mentre sta aspettando in macchina il ritorno della collega, Justin viene rapito da Pell.

## In trappola
- Titolo originale: Episode 2
- Diretto da: Sam Miller
- Scritto da: Neil Cross

### Trama
John teme per la vita di Justin, tenuto prigioniero e torturato da Pell. L'ispettore non è però disposto a cedere ai ricatti dell'assassino, che vuole che tutti si ricordino di lui. Luther viene chiamato da Caroline, ma è una trappola: le persone che controllavano Jenny vogliono che lui faccia uscire di prigione un uomo arrestato da poco. Dapprima riluttante, quando minacciano di uccidere la ragazza e la madre accetta, a condizione che poi le lascino stare. Durante le indagini, scoprono che Pell ha acquistato un grosso carico di soda caustica, da usare per sciogliere le sue vittime. Intanto Pell rapisce un gruppo di studenti. Justin riesce a liberarsi, dopo che Pell aveva tentato di ucciderlo mettendogli un sacchetto di plastica sulla faccia, e raggiunge Luther nel magazzino dove si trovano Pell e i bambini. A sorpresa, Justin colpisce Pell e lo arresta mentre Luther salva i bambini. Luther porta Jenny a casa da sua madre, anche se quest'ultima non è molto disposta a prendersi cura della figlia. In un primo momento, Luther se ne va, dicendo di aver fatto abbastanza; torna a casa e vi trova Alice, che gli chiede d'andare via con lei, ma lui rifiuta ed Alice se ne va. Luther cambia idea su Jenny, torna indietro e si porta a casa la ragazza.

## Follia omicida
- Titolo originale: Episode 3
- Diretto da: Sam Miller
- Scritto da: Neil Cross

### Trama
John Luther prende alcuni giorni di ferie per stare con Jenny, ma un attacco ad un distributore di benzina lo richiama in servizio. Toby e Frank avvicinano Luther minacciandolo che se non farà ciò che gli ordineranno, uccideranno Jenny. Messo con le spalle al muro, cede al ricatto. Nel frattempo, dopo svariati omicidi casuali, John e la sua squadra sono sulle tracce dell'assassino, che agisce come se stesse giocando. Toby continua a fare pressioni su John. L'uomo fa così scattare l'allarme antincendio per poter accedere al computer del capo e prendere i dati che gli servono, ma viene suo malgrado visto da Erin Gray, la quale decide in un primo momento di parlarne con Justin. Sul fronte delle indagini, la squadra riesce a risalire agli ultimi spostamenti dell'assassino. L'uomo entra in un ufficio vestito da fattorino, uccidendo quattro persone e ferendone tre. Per scappare si veste da impiegato, ma Luther e i suoi uomini arrivano sul posto, lo intercettano e lo arrestano. Sotto interrogatorio non riescono a fargli dire una parola. Nel frattempo, Toby va a casa di Luther dove trova e aggredisce Jenny che però riesce ad ucciderlo. John arriva sul posto quando ormai tutto è finito.

## Partita con la morte
- Titolo originale: Episode 4
- Diretto da: Sam Miller
- Scritto da: Neil Cross

### Trama
John dice a Jenny di non perdere la calma, che tutto si sistemerà. Le fa pulire la casa e le ordina di sparire. Dopodiché, con i documenti per Toby, va da Frank, dicendogli che il giovane non si è presentato all'appuntamento. L'uomo si insospettisce e va a casa di Luther, ma Jenny è già andata via. Nel frattempo, altre persone vengono uccise con le stesse modalità del serial killer arrestato. Si scopre così che l'assassino ha un fratello gemello. Jenny vuole tornare a casa della madre ma questa la tradisce e chiama Frank. Si profila così un'ottima occasione per John di liberarsi definitivamente di lui e della nonna di Toby, facendo chiamare a Jenny la polizia e facendo ritrovare il cadavere del giovane nell'auto di Frank. Erin Gray fa rapporto ad un superiore, dicendo che John ha usato il computer del capo, ma nel server non risulta niente. È stato Justin a coprire le spalle a John, facendo fare brutta figura alla collega. Intanto, per riuscire a prendere Robert, il gemello ancora in libertà, danno la notizia alla TV che il prigioniero è riuscito a fuggire. Rintracciando il segnale dello smartphone, riescono a raggiungere il serial killer, ma l'uomo è imbottito di esplosivo. Luther mette a repentaglio la sua vita, pur di catturarlo, cospargendosi di benzina ed entrando con lui all'interno di un grosso furgone. Con uno stratagemma, riesce a convincerlo a rimettere la sicura all'esplosivo e a farlo uccidere dai cecchini posizionati all'esterno del veicolo. La nonna di Toby, Baba, vorrebbe che Luther cercasse Frank per vendicare la morte del nipote, ma John le dice che è finita, di non dar più fastidio né a lui né alla ragazza.

## Episodio 1 (301)
- Titolo originale: Episode 1
- Diretto da: Sam Miller
- Scritto da: Neil Cross

### Trama
Luther ritorna ad indagare su un contorto feticista che sta emulando un crimine irrisolto dagli anni '80. La squadra dovrà usare tutte le risorse a disposizione per trovare l'emulatore, la cui follia omicida è appena iniziata. L'interesse di John per il caso viene frenato dagli ordini di Schenk, che gliene assegna un altro per lui molto meno intrigante: l'assassinio di un uomo il cui unico interesse consisteva nell'insultare persone su Internet. Prima dell'avvio delle indagini Ripley viene contattato da Erin Gray, ora promossa al grado di ispettore capo presso la divisione anticorruzione. La donna lo conduce da George Stark, collega richiamato dalla pensione per un "progetto speciale". Un casuale incidente automobilistico porta Luther a conoscere una donna.

## Episodio 2 (302)
- Titolo originale: Episode 2
- Diretto da: Sam Miller
- Scritto da: Neil Cross

### Trama
Mentre Ripley prosegue da solo le indagini su Ken Barnaby, Luther cerca l'autore dei delitti da cui l'emulatore prende ispirazione e lo rintraccia in una casa di riposo. Scopre che anche l'assassino attualmente in attività è in contatto con lui e che i due hanno una impensabile connessione.

## Episodio 3 (303)
- Titolo originale: Episode 3
- Diretto da: Farren Blackburn
- Scritto da: Neil Cross

### Trama
Una notte un uomo salva una coppia da una banda che li stava aggredendo. Dopo aver ucciso due dei delinquenti, lascia sulla loro bocca dei biglietti con indicato l'indirizzo di un sito internet. Il giorno seguente racconta sul web la storia della moglie, violentata ed uccisa da un pregiudicato. Annuncia quindi l'intenzione di uccidere tutti coloro i quali costituiscono delle minacce per la società. Luther si ritrova perciò nella difficile posizione di dover proteggere dei criminali. Intanto Stark, nonostante le sconfitte subite non rinuncia ad incastrare l'ispettore, arrivando ad usare metodi estremi, che fanno vacillare Erin Gray.

## Episodio 4 (304)
- Titolo originale: Episode 4
- Diretto da: Farren Blackburn
- Scritto da: Neil Cross

### Trama
Il "vigilante" Tom Marwood, dopo aver sparato a Justin, si reca a casa di Luther dove sa di trovare Mary, ma non riesce a catturarla perché deve fuggire prima che arrivi la polizia. George Stark ed Erin Gray portano al sicuro Mary ed arrestano Luther, accusandolo dell'omicidio del collega e del tentato omicidio della compagna. Secondo loro tali crimini sono stati commissionati a Tom per eliminare scomodi testimoni dell'operato di John, in cambio di altro tempo per Tom per compiere la sua missione: vendicare l'assassinio della moglie uccidendone il colpevole che si trova in carcere ed eliminare i "cattivi", introducendo la pena di morte nel Paese attraverso un referendum. Nel corso del trasferimento i due agenti vengono messi fuorigioco e Luther viene sottratto loro da un rapitore mascherato. La polizia pensa a Tom, ma in realtà si tratta di Alice Morgan, che ritorna in scena dopo l'evasione. Alice dice di essere stata nel frattempo a Berlino, di essersi anche sposata e rimasta vedova. L'audace Alice si presenta alla polizia dicendo che Luther è in grado di catturare Tom ma che ha bisogno del loro appoggio, in particolare di informazioni; la fuggitiva Alice viene quindi lasciata andare con le informazioni richieste, purché arrivi a Tom e che venga provata l'innocenza di Luther. Luther e Alice ora capiscono gli intenti di Tom: arrivare all'assassino di sua moglie attraverso il medico che lo sta curando in carcere. Tom infatti rapisce la moglie del medico, incinta, e per liberarla chiede in cambio al marito di eliminare l'assassino con un'iniezione letale. Luther localizza Tom a seguito della chiamata che ha fatto al medico per ricattarlo. Lo trova mentre sta registrando un video da mettere in rete e, mentre Alice si impossessa della telecamera e continua a riprendere, Luther gli fa confessare l'assassinio di Justin; Tom ferisce Luther a una gamba per convincerlo a restituirgli la registrazione, ma Alice riesce a fuggire con la scheda di memoria. Tom scopre dove si trova Mary dal cellulare di Luther e la raggiunge. Luther avverte George ed Erin che Mary è in pericolo, ma loro non gli credono e lasciano sola la donna per prepararsi a difendersi da quella che credono essere un'incursione dell'ispettore. Mentre Alice raggiunge la stanza dove si trova Mary allo scopo di inserire la registrazione nel loro computer, Tom spara ai due detective, uccidendo Stark. Alice e Mary cercano di scappare, ma il "vigilante" le raggiunge sul tetto dell'edificio, dove anche Luther, pur ferito, riesce ad arrivare. Tom lo mette di fronte a una scelta terribile: ucciderà una delle due donne, Luther deve dire quale. Sceglie Alice. Mentre Tom sta per sparare, Mary prontamente sposta il fucile ed Alice reagisce ferendo in modo grave Tom alla carotide con un chiodo. Luther, nel prestargli soccorso, riesce a farsi dire il luogo dove è tenuta in ostaggio la moglie del dottore che viene subito liberata. Sembra che tutto sia finito, anche la fuga di Alice: a Luther viene detto che Mary se n'è andata e che Alice è nel furgone pronta per essere portata in prigione. Sale sul mezzo per chiederle scusa e vi trova Mary: lo scambio di persona lascerà il tempo ad Alice di allontanarsi di nuovo. Ma Luther sa dove trovarla e la raggiunge sul solito ponte dove erano abituati ad incontrarsi. Lei gli dice che è ora di buttare il cappotto da poliziotto, lui lo lascia cadere nel Tamigi e se ne va con lei.